# (6889) 1971 RA
1971 أر أي (ويعرف أيضًا باسم (6889) 1971 أر أي وفق تسمية الكوكب الصغير) (بالإنجليزية: 1971 RA)‏ هو كويكب ضمن حزام الكويكبات؛ وترتيبه 6889 من حيث الاكتشاف.
اكتُشف هذا الجُرم الفلكي بواسطة كارلوس توريس في 15 سبتمبر 1971.

## وصلات خارجية
- (6889) 1971 RA في قاعدة بيانات مختبر الدفع النفاث لأجرام النظام الشمسي الصغيرة

- الاكتشاف · مخطط المدار ·  العناصر المدارية · المعلمات المادية

- (6889) 1971 RA على موقع ويكي سكاي: DSS2, SDSS, GALEX, IRAS, Hydrogen α, X-Ray, Astrophoto, Sky Map, Articles and images